# Gamundia lonatii
Gamundia lonatii är en svampart som beskrevs av Bon & Röllin 1999. Gamundia lonatii ingår i släktet Gamundia och familjen Tricholomataceae.   Inga underarter finns listade i Catalogue of Life.